# Javier Tolosa
Tolosa   Etxepare est un nom espagnol. Le premier nom de famille, en général paternel, est Tolosa ; le second, en général maternel, souvent omis, est Etxepare.
Javier Tolosa Etxepare, né à Irun (Guipuscoa) en 1969 est un acteur espagnol de cinéma, de télévision et de théâtre. 

## Biographie
Diplômé de l'École d'Art Dramatique (eu) du Gouvernement Basque, il a également étudié à Madrid.

## Filmographie partielle

### Cinéma
- 2004 : El Lobo de Miguel Courtois : Père Zunzunegui
- 2005 : Princesas de Fernando León de Aranoa
- 2006 : Los Borgia d'Antonio Hernández[2] : Gonzalo de Córdoba
- 2008 : No se preoccupe, court-métrage d'Eva Ungría : premier électricien[3]
- 2014 : Lasa eta Zabala (eu) de Pablo Malo
- 2016 : Igelak (eu) (litt. Grenouilles) : Juan
- 2016 : Ignace de Loyola de Paolo Dy : Señor Asparros
- 2016 : Que Dios nos perdone (litt. Que Dieu nous pardonne) de Rodrigo Sorogoyen
- 2016 : Cuerpo de Élite (es) de Joaquín Mazón
- 2017 : Mes trésors de Pascal Bourdiaux : policier espagnol
- 2019 : Agur Etxebesteǃ (eu) (litt. Au revoir, Etxebeste !) d'Asier Altuna et Telmo Esnal : Ernesto Ajuria

### Télévision
- 2011 : Los misterios de Laura, série télévisée
- 2018 : Ola de crímenes (es) (litt. Vague de crimes) de Gracia Querejeta

## Théâtre
- 2023 : Cielos[1]